# IBM Simon

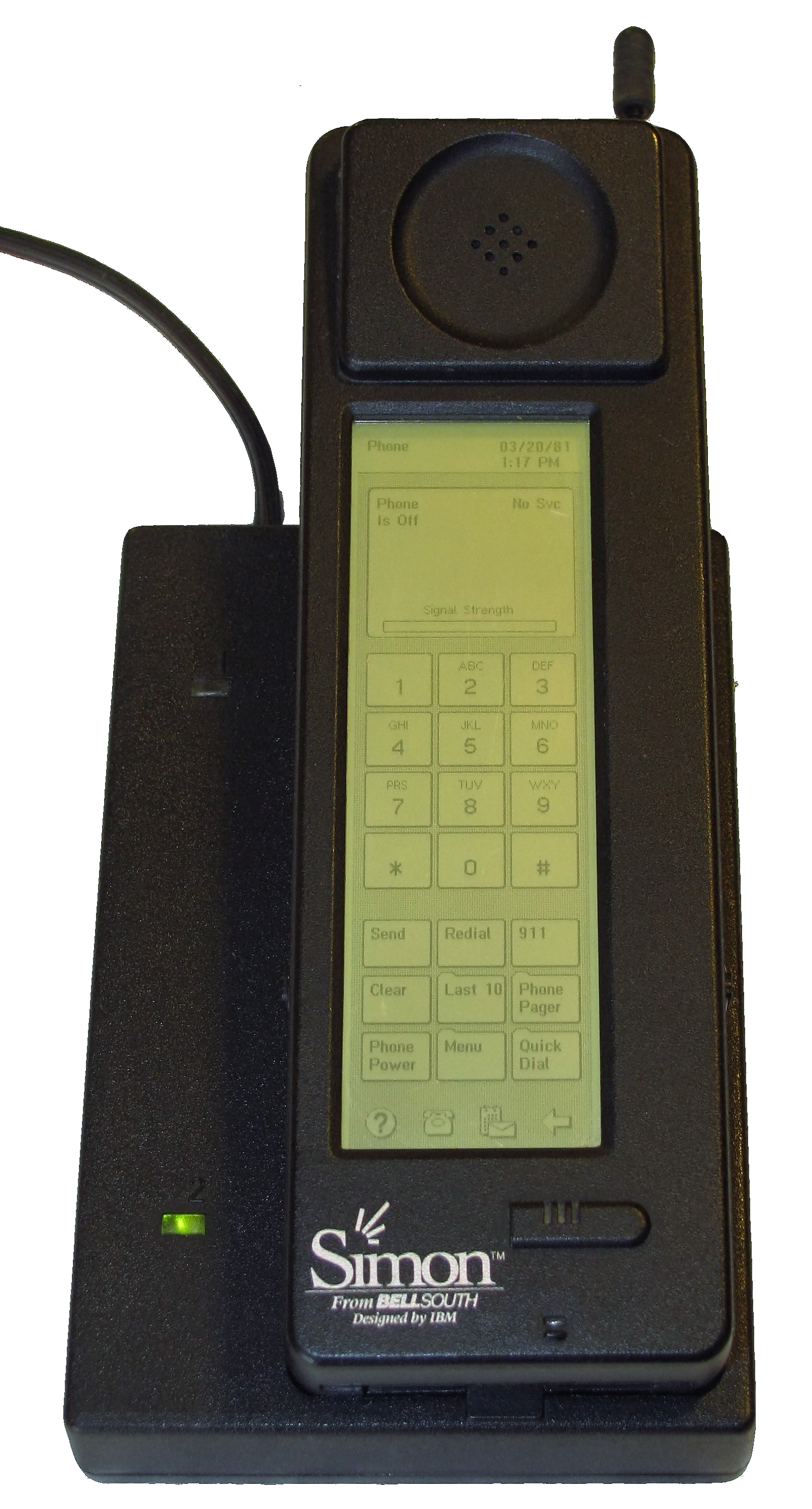

IBM Simon個人通訊器是由國際商業機器與南方貝爾合作製作，首款嘗試推出市面具有商業可行性的智慧型手機。Simon於1992年在內華達州拉斯維加斯舉行的通訊產業商業展COMDEX上首次作為概念產品展示，於1993年著手製作並結合了行動電話、呼叫器、個人數位助理與傳真機的功能。在經過少許延期後於1994年由南方貝爾以最初899美元的價格銷售到美國15個州份的190個城市。
除了是一台行動電話外，其主要應用程式為行事曆、通訊錄、世界時鐘、計算器、記事本、電子郵件及遊戲。
IBM Simon沒有實體按鍵。作為替代，消費者可使用手指在其觸控螢幕上選擇電話號碼或選擇使用觸控筆來創建傳真與備忘錄，文字可透過屏幕上其獨特的預測式鍵盤或QWERTY鍵盤來輸入。

## 外部連結
- Simon Put on Hold（页面存档备份，存于）於Find Articles.com
- Caz Pocket Computers Collection : BellSouth - IBM Simon（页面存档备份，存于）
- Simonizing the PDA於Byte.com